# Last Plane Out
Last Plane Out  è un film del 1983 diretto da David Nelson. È basato sulla storia del giornalista Jack Cox (che ha coprodotto il film) e la sua esperienza in Nicaragua, quando era governata dal dittatore Anastasio Somoza Debayle e dalla sua battaglia contro gli insorti durante la Rivoluzione sandinista.

## Trama
Il giornalista americano Jack Cox parte per la Rivoluzione del Nicaragua e si innamora di una ribelle sandinista.

## Incassi
Negli Stati Uniti d'America il film ha guadagnato $115.475.